# Метони (дем Пидна-Колиндрос)
Метони (на гръцки: Μεθώνη, до 1955 година Νέο(ν) Ελευθεροχώρι(ον), Нео(н) Елевтерохори(он)) е село в Егейска Македония, Гърция, дем Пидна-Колиндрос в административна област Централна Македония.

## География
Селото е разположено на 85 m надморска височина в северната част на Пиерийската равнина, югоизточно от град Либаново. Близо до селото се намира старостилният православен манастир „Света Богородица Достойно ест“.

## История
Селото е основано от жители на съседното, по-отдалечено от брега село Палео Елевтерохори. В 1923 година в селото са заселени гърци бежанци. В 1928 година е смесено местно-бежанско селище с 98 бежански семейства и 436 жители бежанци.
Населението традиционно произвежда грозде и жито.
| Име     | Име     | Ново име | Ново име | Описание                                |
| ------- | ------- | -------- | -------- | --------------------------------------- |
| Ревения | Ρεβένια | Корифи   | Κορυφή   | възвишение на С от Неа Агатуполи (51 m) |

| Година    | 1913 | 1920 | 1928 | 1940 | 1951 | 1961 | 1971 | 1981 | 1991 | 2001 | 2011 | 2021 |
| --------- | ---- | ---- | ---- | ---- | ---- | ---- | ---- | ---- | ---- | ---- | ---- | ---- |
| Население | 450  | 342  | 811  | 791  | 801  | 812  | 668  | 687  | 1059 | 996  | 699  | 581  |

Северно от Метони и южно от Неа Агатуполи е пристанищната махала на Метони, която под 1991 година е отделно селище под името първоначално Скала Неу Елевтерохориу, а по-късно Ормос Метониу. В 1928 година там живеят 116 души, от които 110 мъже, тоест става въпрос за пристанищни работници.
| Година    | 1913 | 1920 | 1928 | 1940 | 1951 | 1961 | 1971 | 1981 | 1991 | 2001 | 2011 | 2021 |
| --------- | ---- | ---- | ---- | ---- | ---- | ---- | ---- | ---- | ---- | ---- | ---- | ---- |
| Население |      | 75   | 116  | 53   | 73   | 51   | 43   | 66   |      |      |      |      |